# شاخة غانم (بوزي)
شاخة غانم (بالفارسية: شاخه غانم) هي منطقة سكنية تقع في إيران في قسم بوزي الريفي. يقدر عدد سكانها بـ 194 نسمة بحسب إحصاء 2016.